# Max Straubinger

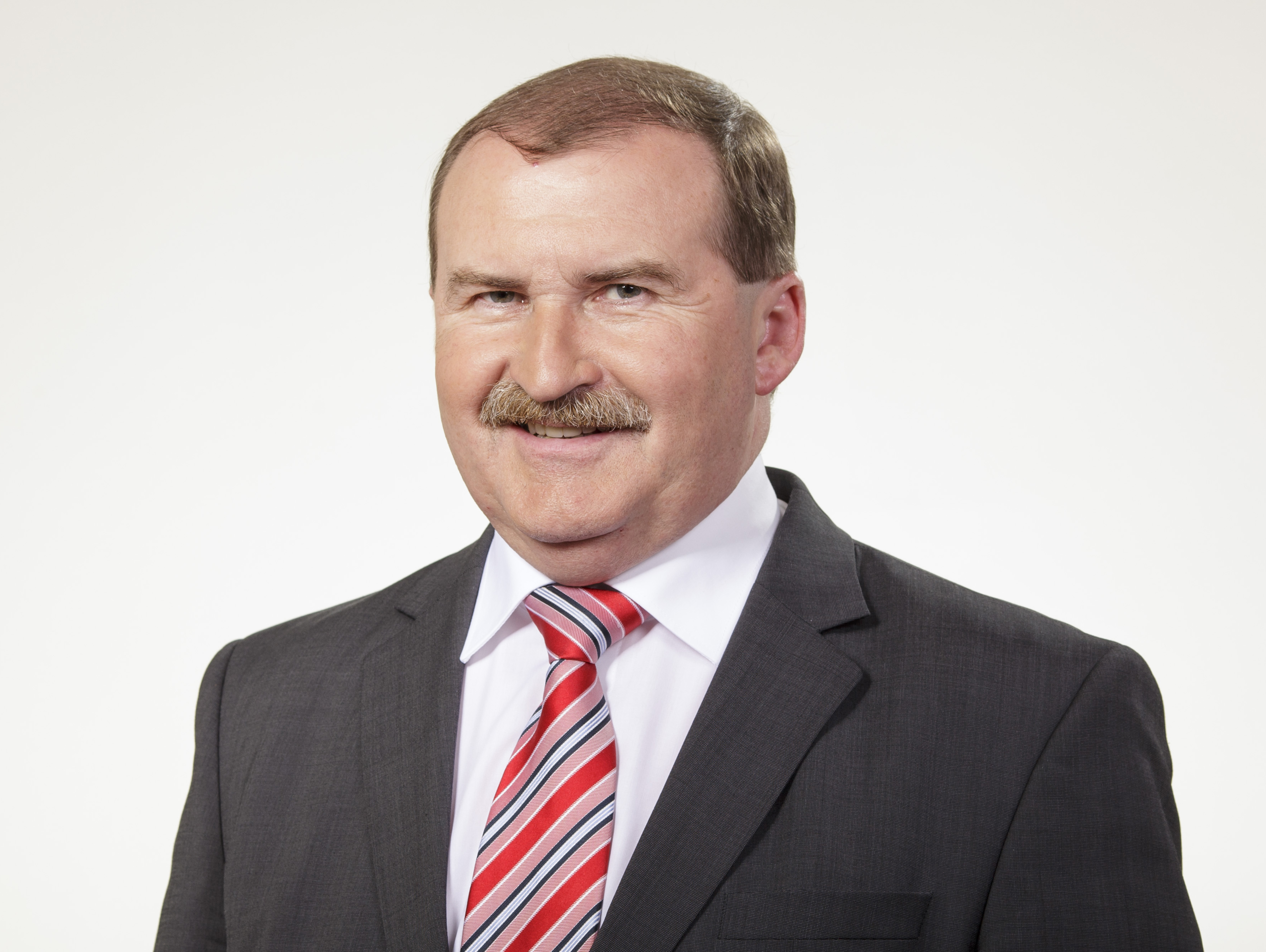
Imagem do político alemão Max Straubinger.

Max Straubinger (nascido a 12 de agosto de 1954) é um político alemão. Nasceu em Simbach, na Baviera, e representa a União Democrata-Cristã (CDU). Max Straubinger é membro do Bundestag pelo estado da Baviera desde 1994.

## Política
Ele tornou-se membro do Bundestag após as eleições federais alemãs de 1994 e é membro da Comissão de Trabalho e Assuntos Sociais e da Comissão de Alimentação e Agricultura.